# Propamidin
A propamidin (INN: propamidine) kisebb bakteriális vagy gombás eredetű szemfertőzések (kötőhártya- vagy szemhéjgyulladás) elleni szemcsepp vagy -kenőcs. Szakorvos felírhatja Acanthamoeba keratitis ellen is.
Naponta általában négyszer kell használni. Kevés mellékhatása van. Helyi érzékenységet okozhat.

## Hatásmód
Bakteriostatikum. Elsősorban Gram-pozitív baktériumok ellen (pl. Pyogenic cocci), de több Gram-negatív ellen is hatásos. Gyakran alkalmazható  rezisztens baktériumok ellen, melyekre más szerek nem hatnak.
Blastomycosis és Trypanosoma brucei ellen is alkalmazzák.

## Készítmények
- Brolene Eye Drops
- Golden Eye Drops

Magyarországon nincs forgalomban propamidin-tartalmú készítmény

## Fordítás
- Ez a szócikk részben vagy egészben  az   Acanthamoeba keratitis című angol Wikipédia-szócikk fordításán alapul.  Az eredeti cikk szerkesztőit annak laptörténete sorolja fel. Ez a jelzés csupán a megfogalmazás eredetét és a szerzői jogokat jelzi, nem szolgál a cikkben szereplő információk forrásmegjelöléseként.
- Ez a szócikk részben vagy egészben  a   Trypanosoma brucei című angol Wikipédia-szócikk fordításán alapul.  Az eredeti cikk szerkesztőit annak laptörténete sorolja fel. Ez a jelzés csupán a megfogalmazás eredetét és a szerzői jogokat jelzi, nem szolgál a cikkben szereplő információk forrásmegjelöléseként.
- Ez a szócikk részben vagy egészben  az   Amidine című angol Wikipédia-szócikk fordításán alapul.  Az eredeti cikk szerkesztőit annak laptörténete sorolja fel. Ez a jelzés csupán a megfogalmazás eredetét és a szerzői jogokat jelzi, nem szolgál a cikkben szereplő információk forrásmegjelöléseként.